# Sainte-Cécile (Manche)
Pour les articles homonymes, voir Sainte-Cécile, Sainte Cécile et Cécile.
Sainte-Cécile est une commune française, située dans le département de la Manche en région Normandie, peuplée de 785 habitants.

## Géographie

### Localisation
Limitrophe de Villedieu-les-Poêles, la commune est aux confins du Bocage virois, de l'Avranchin et du Pays saint-lois, sa situation dans l'arrondissement de Saint-Lô privilégiant le classement dans ce dernier pays. Son bourg est à 3 km à l'est de Villedieu-les-Poêles et à 11 km à l'ouest de Saint-Sever-Calvados.
Le territoire est traversé de l'ouest au nord par la route départementale no 975 (ancienne route nationale 175). La D 924 (ancienne route nationale 24bis) s'y raccorde en limite ouest sur le territoire de Villedieu-les-Poêles et mène à l'est à Saint-Sever-Calvados et à Vire. La D 454 la croise à l'est, menant à Beslon au nord et vers Chérencé-le-Héron au sud en rejoignant la D 999 (ancienne route nationale 799) partant du carrefour D 975 - D 924. Le nord du territoire est traversé par la D 554 reliant Villedieu à Beslon et le sud par la D 33 joignant Saultchevreuil-du-Tronchet à l'ouest à La Chapelle-Cécelin à l'est. L'échangeur 38 de l'A84 est à 4 km au nord du bourg, sur le territoire de La Colombe.
Sainte-Cécile est très majoritairement dans le bassin de la Sienne, qui délimite puis traverse le territoire d'est en ouest. Plusieurs de ses courts affluents parcourent le territoire communal. Une petite partie sud-est est dans le bassin de son affluent l'Airou par le ruisseau de la Marchandière, et une pointe sud dans le bassin de la Sée par un affluent du Bieu.
Le point culminant (226 m) se situe au sud, près du château d'eau au lieu-dit les Hauts Chemins. Le point le plus bas (112 m) correspond à la sortie de la Sienne du territoire, à l'ouest. La commune est bocagère.
| La Colombe                                                          | Beslon                                 | Beslon                                         |
| Villedieu-les-Poêles-Rouffigny (comm. dél. de Villedieu-les-Poêles) | Sainte-Cécile                          | Saint-Aubin-des-Bois (14), Saint-Maur-des-Bois |
| Chérencé-le-Héron                                                   | Chérencé-le-Héron, La Chapelle-Cécelin | La Chapelle-Cécelin                            |

### Hydrographie
La commune est située dans le bassin Seine-Normandie. Elle est drainée par la Sienne, la Marchandiere, le cours d'eau 01 de la Quertière, le fossé 01 de la commune de Sainte-Cécile, le fossé 01 de la Maquillonnière, le fossé 03 de la commune de Sainte-Cécile et le fossé 15 de la Garenne,,.
La Sienne, d'une longueur de 93 km, prend sa source dans la commune de Noues de Sienne et se jette  dans le golfe de Saint-Malo en limite de Agon-Coutainville et de Regnéville-sur-Mer, après avoir traversé 21 communes. Les caractéristiques hydrologiques de la Sienne sont données par la station hydrologique située sur la commune. Le débit moyen mensuel est de 1,76 m3/s. Le débit moyen journalier maximum est de 27,5 m3/s, atteint lors de la crue du 26 janvier 1995. Le débit instantané maximal est quant à lui de 30,6 m3/s, atteint le même jour.

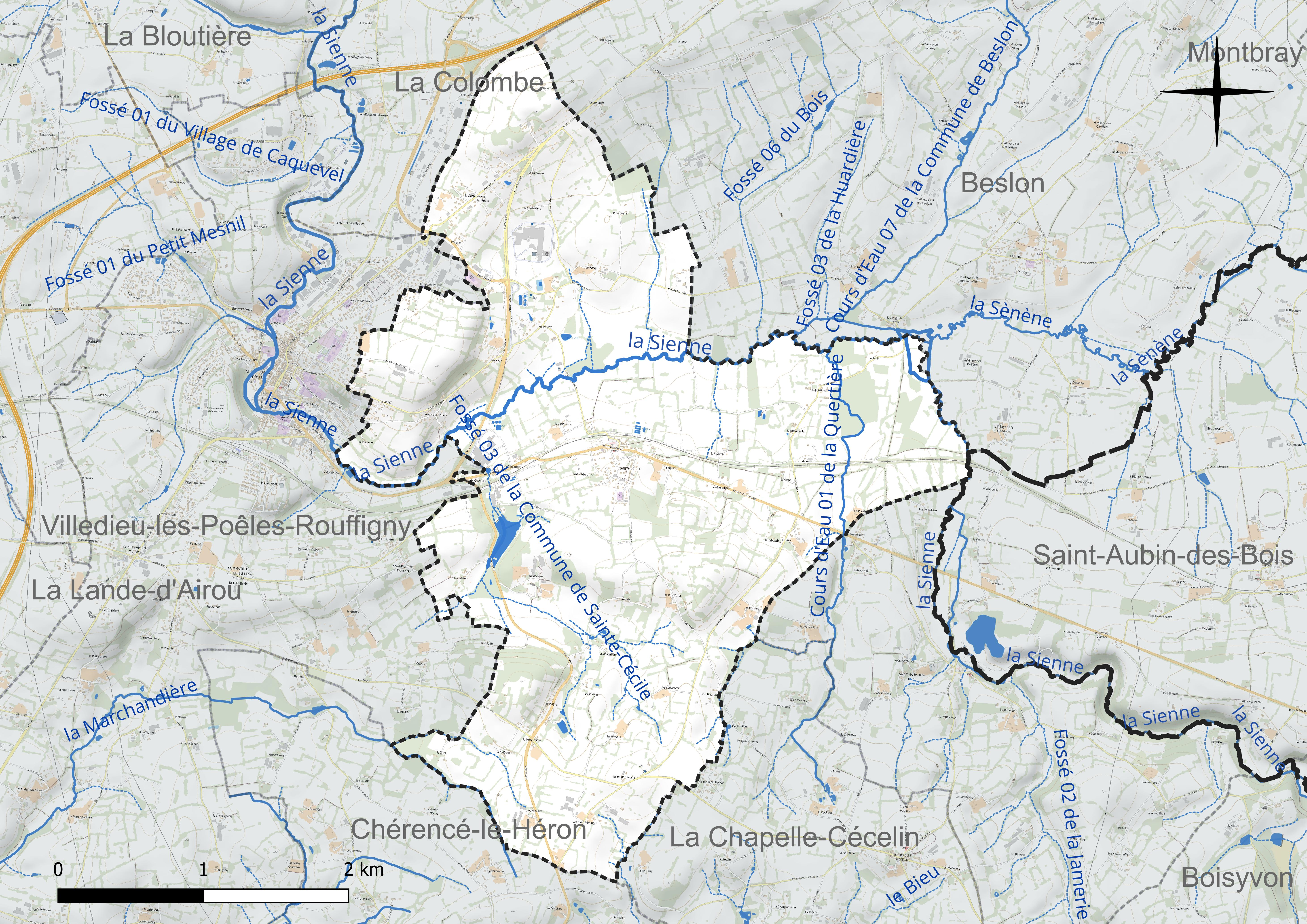
Réseau hydrographique de Sainte-Cécile.

### Climat
Pour des articles plus généraux, voir Climat de la Normandie et Climat de la Manche.
En 2010, le climat de la commune est de type climat océanique franc, selon une étude du CNRS s'appuyant sur une série de données couvrant la période 1971-2000. En 2020, Météo-France publie une typologie des climats de la France métropolitaine dans laquelle la commune est exposée à un climat océanique et est dans la région climatique Normandie (Cotentin, Orne), caractérisée par une pluviométrie relativement élevée (850 mm/a) et un été frais (15,5 °C) et venté. Parallèlement le GIEC normand, un groupe régional d’experts sur le climat, différencie quant à lui, dans une étude de 2020, trois grands types de climats pour la région Normandie, nuancés à une échelle plus fine par les facteurs géographiques locaux. La commune est, selon ce zonage, exposée à un « climat contrasté des collines », correspondant au Bocage normand, bien arrosé, voire très arrosé sur les reliefs les plus exposés au flux d’ouest, et frais en raison de l’altitude.
Pour la période 1971-2000, la température annuelle moyenne est de 10,6 °C, avec une amplitude thermique annuelle de 12,3 °C. Le cumul annuel moyen de précipitations est de 1 016 mm, avec 14,1 jours de précipitations en janvier et 8,9 jours en juillet. Pour la période 1991-2020, la température moyenne annuelle observée sur la station météorologique la plus proche, située sur la commune de Cerisy-la-Salle à 22 km à vol d'oiseau, est de 11,5 °C et le cumul annuel moyen de précipitations est de 1 112,5 mm,. Pour l'avenir, les paramètres climatiques de la commune estimés pour 2050 selon différents scénarios d’émission de gaz à effet de serre sont consultables sur un site dédié publié par Météo-France en novembre 2022.

## Urbanisme

### Typologie
Au 1er janvier 2024, Sainte-Cécile est catégorisée commune rurale à habitat dispersé, selon la nouvelle grille communale de densité à sept niveaux définie par l'Insee en 2022.
Elle appartient à l'unité urbaine de Villedieu-les-Poêles-Rouffigny, une agglomération intra-départementale regroupant trois  communes, dont elle est une commune de la banlieue,,. Par ailleurs la commune fait partie de l'aire d'attraction de Villedieu-les-Poêles-Rouffigny, dont elle est une commune de la couronne,. Cette aire, qui regroupe 11 communes, est catégorisée dans les aires de moins de 50 000 habitants,.

### Occupation des sols
L'occupation des sols de la commune, telle qu'elle ressort de la base de données européenne d’occupation biophysique des sols Corine Land Cover (CLC), est marquée par l'importance des territoires agricoles (87,2 % en 2018), en diminution par rapport à 1990 (89,5 %). La répartition détaillée en 2018 est la suivante : prairies (62,5 %), terres arables (18,3 %), zones industrielles ou commerciales et réseaux de communication (6,8 %), zones agricoles hétérogènes (6,5 %), zones urbanisées (6 %). L'évolution de l’occupation des sols de la commune et de ses infrastructures peut être observée sur les différentes représentations cartographiques du territoire : la carte de Cassini (XVIIIe siècle), la carte d'état-major (1820-1866) et les cartes ou photos aériennes de l'IGN pour la période actuelle (1950 à aujourd'hui).

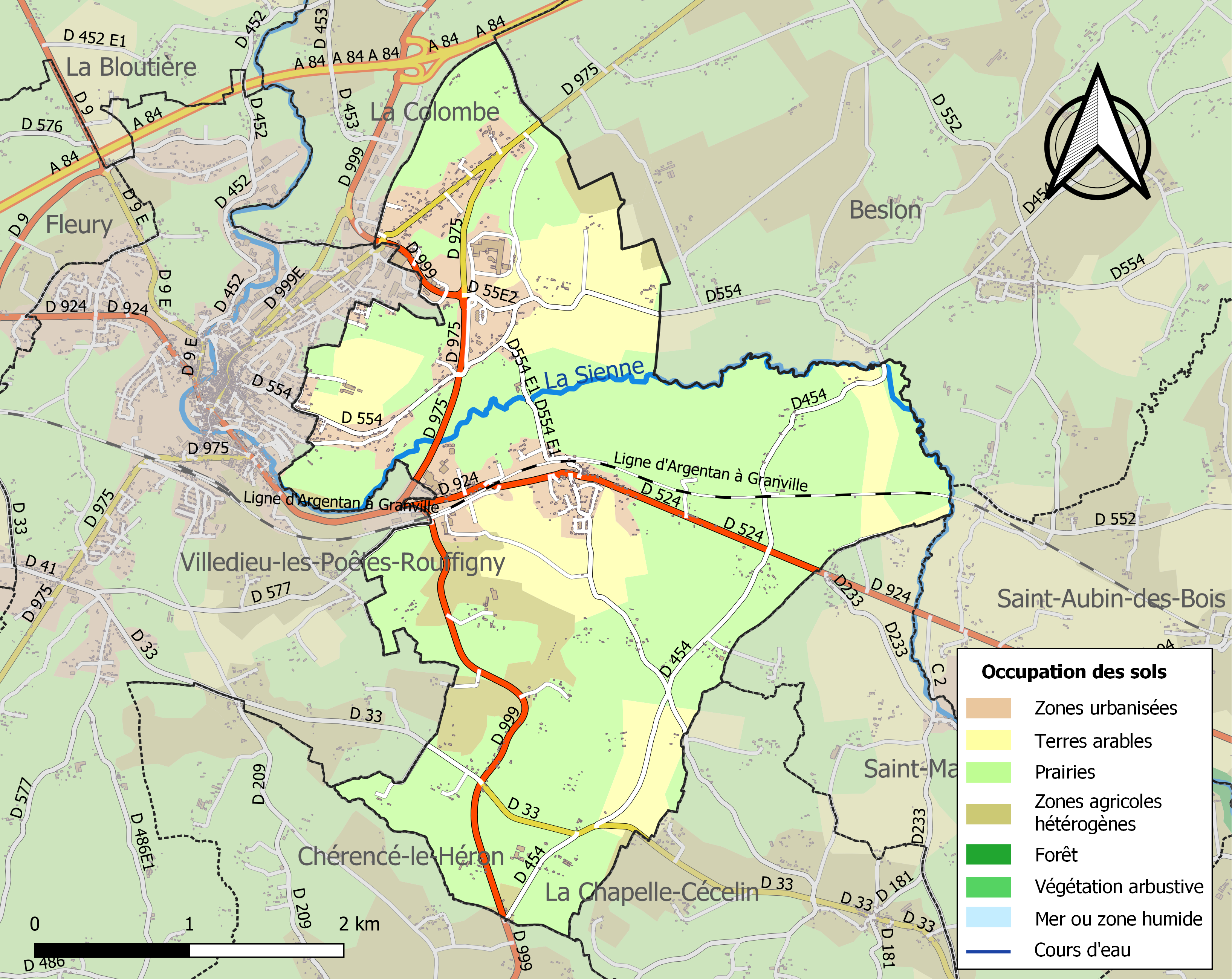
Carte des infrastructures et de l'occupation des sols de la commune en 2018 (CLC).

## Toponymie
Le nom de la localité est attesté sous la forme Sanaae Ceciliae vers 1280.
La paroisse est dédiée à Cécile de Rome, martyre romaine du IIe ou IIIe siècle.
Au cours de la période révolutionnaire de la Convention nationale (1792-1795), la commune a porté le nom de Cécile-les-Monts.
Le gentilé est Cécilien.

## Histoire
En février 1796 au plus fort de la chouannerie, près du moulin du Gué-Riant, se déroula une bataille entre Républicains et tous les soutiens qu'ils comptaient dans Villedieu et les Chouans de Frotté et ses lieutenants, à l'issue de laquelle ces derniers durent se retirer.

## Politique et administration

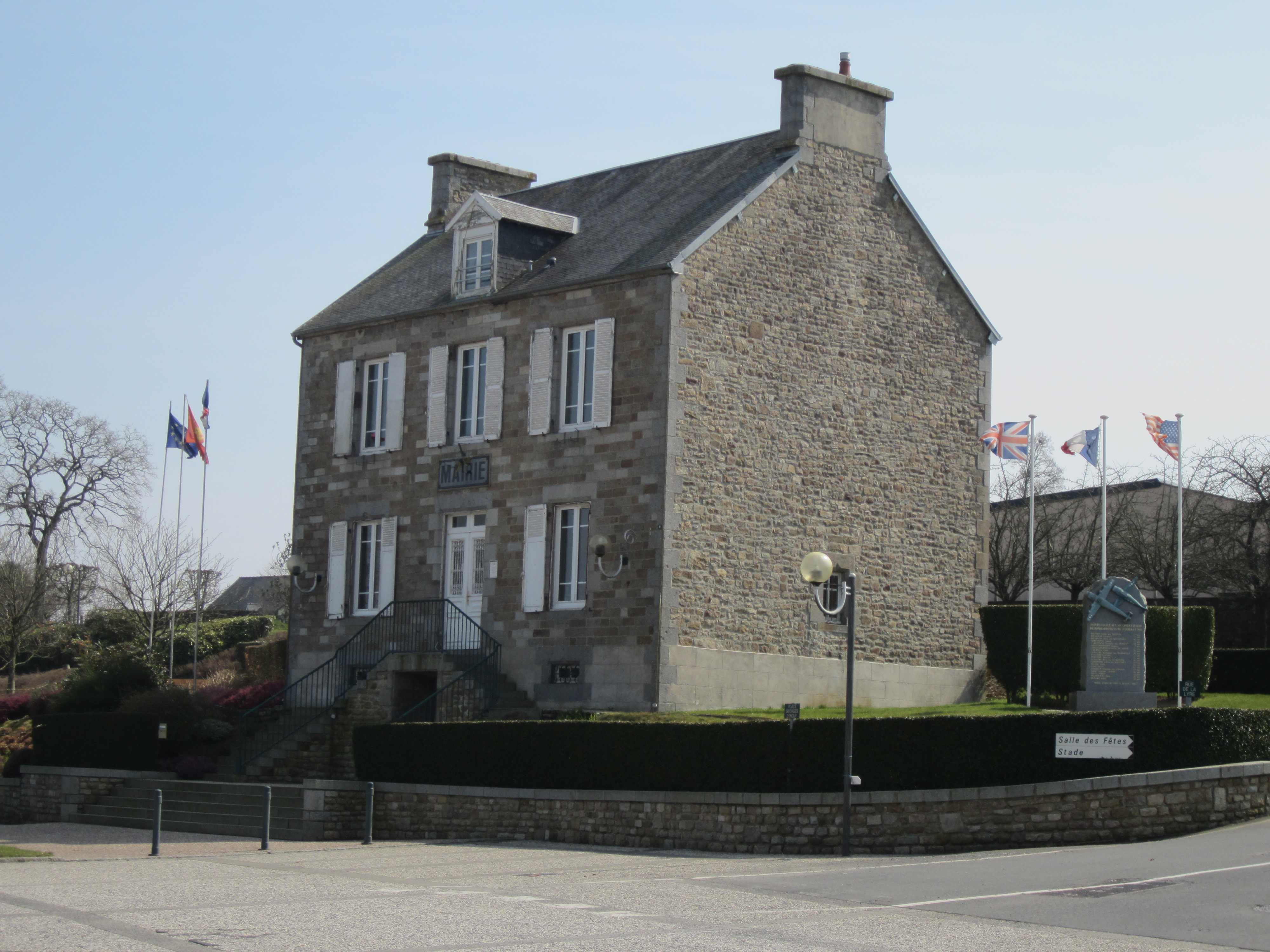
La mairie.

### Liste des maires
| Période | Période   | Identité                            | Étiquette | Qualité                             |
| --- | --------- | ----------------------------------- | --------- | ----------------------------------- |
| 1831 | 1875      | Charles Michel de Lepiney           |           |                                     |
| 1790 | 1792      | François de Saint-Germain-du-Houlme |           |                                     |
| …1792 | 1795      | Jean Guillaume Vimond               |           |                                     |
| 1795 | 1799…     | Jacques Gautier                     |           |                                     |
| …1802 | 1802…     | Jacques Gautier                     |           |                                     |
| | 1807      | Chauvel                             |           |                                     |
| 1807 | 1811      | Auguste Onfroy                      |           |                                     |
| 1811 | 1815      | Charles François Onfroy             |           |                                     |
| 1815 | 1823      | Samson de Saint-Germain-du-Houlme   |           |                                     |
| 1823 | 1831      | François-Alexis Postel              |           |                                     |
| 1831 | 1875      | Charles Michel de Lépiney           |           |                                     |
| 1875 | 1878      | Pierre Levasseur                    |           |                                     |
| 1878 | 1886      | Jean-Baptiste Michel d Lépiney      |           |                                     |
| 1886 | 1887      | Pierre Levasseur                    |           |                                     |
| 1887 | 1904      | Prosper Nove                        |           |                                     |
| 1904 | 1911      | Félix Levasseur                     |           |                                     |
| 1911 | 1929      | Jules Mocquet                       |           |                                     |
| 1929 | 1944      | Armand Ligot                        |           |                                     |
| 1944 | 1945      | Auguste Chardin                     |           | Faisant fonction                    |
| 1945 | 1976      | Émile Lecharpentier                 |           |                                     |
| 1976 | juin 1995 | Georges Esnouf                      | SE        | Secrétaire de mairie et instituteur |
| juin 1995 | mai 2020  | Roland Guaine                       | UMP       | Chef d'entreprise                   |
| mai 2020 | En cours  | Françoise Cahu                      |           | Retraitée de la restauration        |
| Une partie des données est issue d'une liste établie par Jean Pouëssel, Thomas Digiaud et Jean-Pierre Vavasseur. |           |                                     |           |                                     |

Le conseil municipal est composé de quinze membres dont le maire et trois adjoints.

## Population et société

### Démographie
L'évolution du nombre d'habitants est connue à travers les recensements de la population effectués dans la commune depuis 1793. Pour les communes de moins de 10 000 habitants, une enquête de recensement portant sur toute la population est réalisée tous les cinq ans, les populations de référence des années intermédiaires étant quant à elles estimées par interpolation ou extrapolation. Pour la commune, le premier recensement exhaustif entrant dans le cadre du nouveau dispositif a été réalisé en 2004.
En 2022, la commune comptait 785 habitants, en évolution de −5,54 % par rapport à 2016 (Manche : −0,31 %, France hors Mayotte : +2,11 %).
Sainte-Cécile a compté jusqu'à 856 habitants en 1836.
| 1793 | 1800 | 1806 | 1821 | 1831 | 1836 | 1841 | 1846 | 1851 |
| ---- | ---- | ---- | ---- | ---- | ---- | ---- | ---- | ---- |
| 824  | 768  | 830  | 835  | 824  | 856  | 708  | 777  | 714  |

| 1856 | 1861 | 1866 | 1872 | 1876 | 1881 | 1886 | 1891 | 1896 |
| ---- | ---- | ---- | ---- | ---- | ---- | ---- | ---- | ---- |
| 681  | 698  | 697  | 668  | 656  | 641  | 626  | 589  | 612  |

| 1901 | 1906 | 1911 | 1921 | 1926 | 1931 | 1936 | 1946 | 1954 |
| ---- | ---- | ---- | ---- | ---- | ---- | ---- | ---- | ---- |
| 619  | 583  | 550  | 510  | 531  | 552  | 569  | 578  | 583  |

| 1962 | 1968 | 1975 | 1982 | 1990 | 1999 | 2004 | 2006 | 2009 |
| ---- | ---- | ---- | ---- | ---- | ---- | ---- | ---- | ---- |
| 620  | 548  | 587  | 664  | 679  | 748  | 779  | 767  | 798  |

| 2014 | 2019 | 2022 | - | - | - | - | - | - |
| ---- | ---- | ---- | - | - | - | - | - | - |
| 832  | 785  | 785  | - | - | - | - | - | - |

### Sports et loisirs
L'Union sportive de Sainte-Cécile a fait évoluer une équipe de football en division de district.

## Économie
- Laiterie fromagerie de la société Lactalis.
- Hottes aspirantes Roblin.

## Culture locale et patrimoine

### Lieux et monuments
- Église Sainte-Cécile des XVe, XVIIe – XVIIIe siècles avec un portail latéral daté de 1748. Elle abrite des fonts baptismaux du XVIIe, une Vierge à l'Enfant du XVIIe, une statue de sainte Cécile et sa lyre du XVIIe, une verrière du XXe de Charles Lorin. Sur la place Georges-Esnouf, à proximité de l'église, est érigée une lyre conçue par Christine Guaine et réalisée par Manchinox.
- Château de la Molière des XVIIIe – XIXe siècles.
- Manoir (XVIIe siècle) et chapelle de l'Acherie du XVIIIe siècle reconvertis en hôtel-restaurant.
- Ancien moulin du Guériant.
- Deux croix de chemin (XVIIIe et XIXe siècles), croix de cimetière (XVIIe siècle).
- Lyre géante en inox près de l'église.

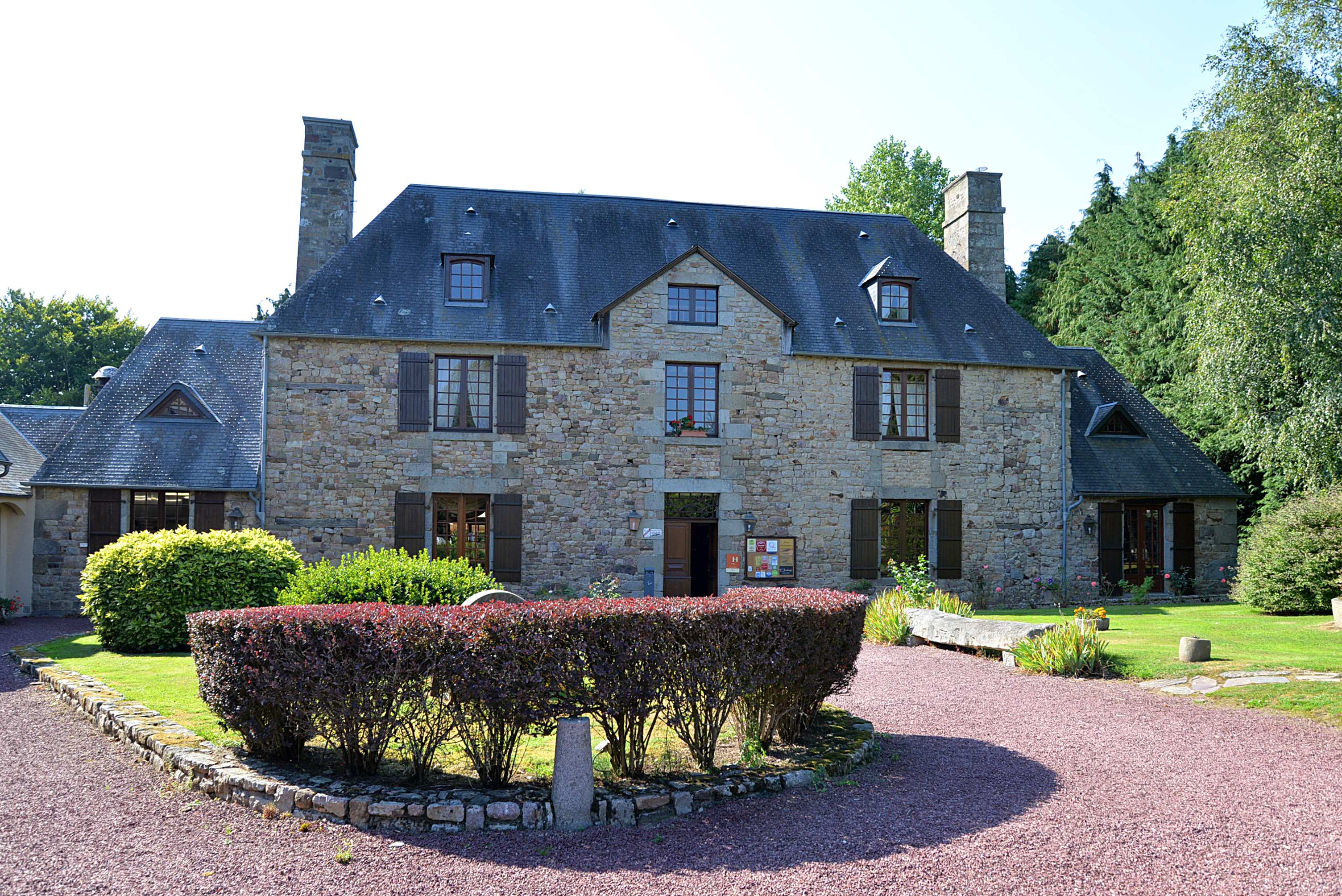
Le manoir de l'Acherie.
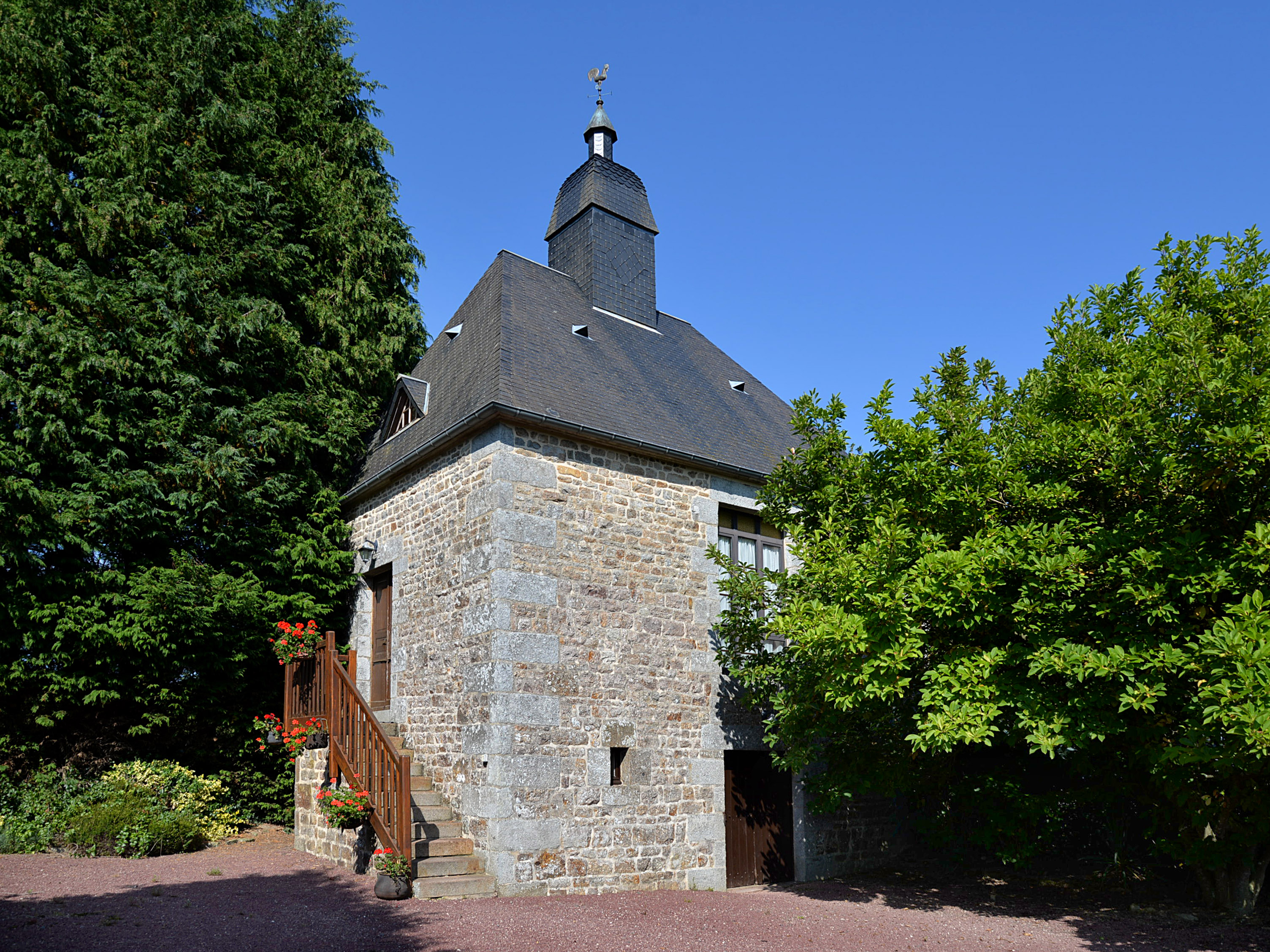
L'ancienne chapelle du manoir de l'Acherie.